# Rödbukig trupial
Rödbukig trupial (Hypopyrrhus pyrohypogaster) är en hotad fågel i familjen trupialer som enbart förekommer i Colombia.

## Utseende och läten
Rödbukig trupial är en 30 cm lång fågel med spektakulärt utseende. Fjäderdräkten är glansigt svart med lysande röd buk och undergump. Den svarta näbben är konformad och spetsig. Ögat är halmgult med en tunn röd orbitalring runt den svarta pupillen. Lätena är varierade, vissa gurglande och bubblande, andra mera rossliga.

## Utbredning och systematik
Fågeln förekommer i Anderna i Colombia. Den placeras som enda art i släktet Hypopyrrhus och behandlas som monotypisk, det vill säga att den inte delas in i några underarter.

## Status och hot
Rödbukig trupial har en liten världspopulation bestående av uppskattningsvis endast 2 500–10 000 vuxna individer. Den tros också minska i antal till följd av habitatförlust. Den är därför upptagen på internationella naturvårdsunionen IUCN:s röda lista över hotade arter, kategoriserad som sårbar (VU).